# Neal Israel
Neal Israel, né le 27 juillet 1945, est un réalisateur, scénariste, producteur et acteur américain.

## Filmographie

### comme réalisateur
- 1976 : Tunnel Vision
- 1979 : Americathon
- 1984 : Le Palace en délire (Bachelor Party)
- 1985 : Les Zéros de conduite (Moving Violations)
- 1986 : Combat High TV
- 1989 : Mannequin sous haute protection (The Cover Girl and the Cop) TV
- 1992 : Breaking the Rules
- 1993 : Les Fous du surf ninja (Surf Ninjas)
- 1993 : Harts of the West (en), série télévisée
- 1995 : The Adventures of Mary-Kate & Ashley: The Case of the Sea World Adventure (vidéo)
- 1995 : The Adventures of Mary-Kate & Ashley: The Case of the Mystery Cruise (vidéo)
- 1995 : Family Reunion: A Relative Nightmare (TV)
- 1996 : Kidz in the Wood (en) (TV)
- 1996 : Clueless, série télévisée
- 1997 : Dad's Week Off (TV)
- 1999 : Shasta (Shasta McNasty), série télévisée
- 2000 : La Guerre des Stevens (Even Stevens), série télévisée
- 2001 : The Poof Point (TV)
- 2001 : Hounded (TV)
- 2001 : Le Journal intime d'un homme marié (The Mind of the Married Man), série télévisée
- 2002 : Family Affair, série télévisée
- 2002 : The Brady Bunch in the White House (TV)
- 2003 : Thanksgiving Family Reunion (TV)
- 2004 : Phil du futur, série télévisée
- 2005 : Hidden Howie, série télévisée

### comme scénariste
- 1976 : Tunnel Vision (en)
- 1977 : Cracking Up
- 1978 : Ringo
- 1979 : Americathon
- 1980 : Steve Martin: All Commercials (TV)
- 1984 : Police Academy
- 1984 : Le Palace en folie (Bachelor Party)
- 1985 : Moving Violations
- 1985 : Profession : Génie (Real Genius)
- 1990 : Allô maman, c'est encore moi (Look Who's Talking Too)
- 1995 : Family Reunion: A Relative Nightmare (TV)
- 1996 : Kidz in the Wood (en) (TV)
- 1999 : The Patty Duke Show: Still Rockin' in Brooklyn Heights (TV)

### comme producteur
- 2001 : Hounded (TV) : un sans-abri
- 1987 : Trois heures, l'heure du crime (Three O'Clock High)
- 1989 : Dream Date (TV)
- 1990 : A Quiet Little Neighborhood, a Perfect Little Murder (TV)
- 1992 : Bonnie & Clyde: The True Story (TV)
- 1993 : Taking the Heat (TV)
- 1995 : Family Reunion: A Relative Nightmare (TV)
- 1996 : Kidz in the Wood (en) (TV)
- 1998 : Chocolate for Breakfast
- 1999 : The Runner
- 2004 : Neverland (Finding Neverland)

### comme acteur
- 1976 : Tunnel Vision (en) de Neal Israel et Bradley R. Swirnoff : Rabbi Rabinowitz
- 1977 : Cracking Up
- 1984 : Johnny le dangereux (Johnny Dangerously) : Dr Zillman
- 1985 : Moving Violations : Commuter #1
- 1987 : La Vengeance des monstres (It's Alive III: Island of the Alive) : Dr Brewster
- 1989 : Allô maman, ici bébé ! (Look Who's Talking) : M. Russ
- 1990 : Allô maman, c'est encore moi (Look Who's Talking Too) : M. Ross
- 1992 : Intimate Stranger (TV) : Herbie
- 1993 : Les Fous du surf ninja (Surf Ninjas) : M. Dunbar